# Autiojärvi (sjö i Norra Österbotten)
Autiojärvi är en sjö i Finland. Den ligger i kommunen Kuusamo i landskapet Norra Österbotten, i den nordöstra delen av landet, 700 km norr om huvudstaden Helsingfors. Autiojärvi ligger 320,4 meter över havet. Den är 13,57 meter djup. Arean är 52,4 hektar och strandlinjen är 4,91 kilometer lång. Sjön  ingår i Kems huvudavrinningsområde. 